# Microgramma heterophylla
Microgramma heterophylla är en stensöteväxtart som först beskrevs av Carolus Linnaeus, och fick sitt nu gällande namn av Edgar Theodore Wherry. Microgramma heterophylla ingår i släktet Microgramma och familjen Polypodiaceae. Inga underarter finns listade.

## Bildgalleri

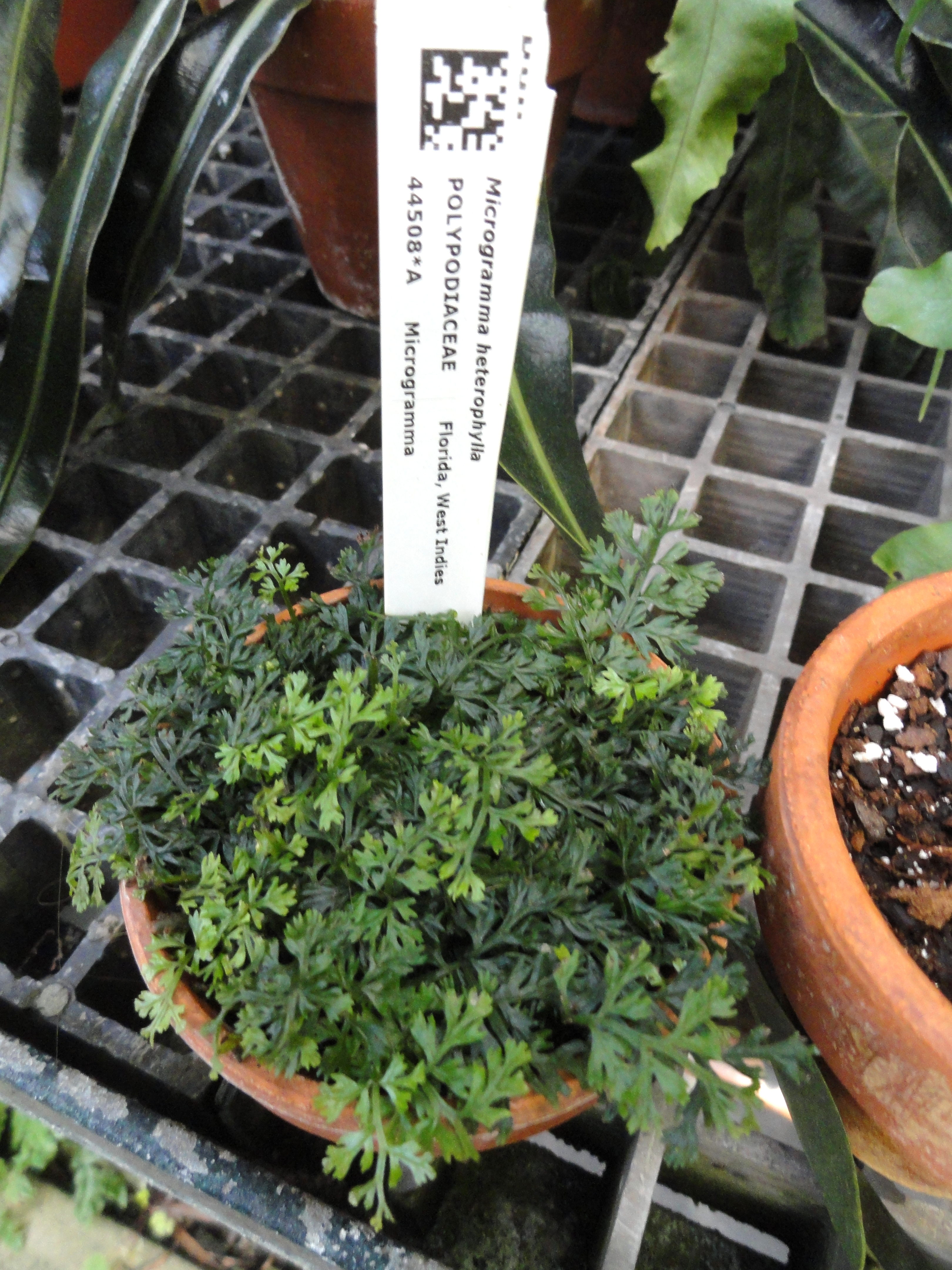